# 荧庭之战
荧庭之战，公元前550年（周灵王二十二年，鲁襄公二十三年，齐庄公四年，卫殇公九年，晋平公八年），齐国攻打卫国、晋国的作战。
前555年，晋国、齐国平阴之战，齐国大败。前552年，晋国内乱，栾盈流亡到楚国。前551年，栾盈到达齐国，齐庄公通过他图谋攻打晋国，以报复平阴之战。前550年春，栾盈在齐国帮助下回到曲沃（今山西省闻喜县东北），他率军攻打晋国都城新田（今山西省侯马市西），没有成功，于是退守曲沃等待齐国救援。秋季，齐庄公不顾晏婴和崔杼的反对，发兵攻打卫国。第一前锋，穀荣驾御王孙挥的战车，召扬作为车右；第二前锋，成秩驾御莒恒的战车，申鲜虞的儿子傅挚作为车右；曹开驾御齐庄公的战车，晏父戎作为车右；齐庄公的副车，上之登驾御邢公的战车，卢蒲癸作为车右；左翼部队，牢成驾御襄罢师的战车，狼蘧疏作为车右；右翼部队，商子车驾御侯朝的战车，桓跳作为车右；后军，商子游驾御夏之御寇的战车，崔如作为车右；烛庸之越等四人共乘一辆车殿后。从卫国出发，再进攻晋国，占取朝歌（今河南省淇县）。兵分两路，一路进入孟门（今河南省辉县市），一路上太行山口，在荧庭（今山西省翼城县东南）会师，派人戍守郫邵，封少水，晋军尸体堆积如山，齐军收兵回去，赵胜领着东阳的军队追赶上，俘虏了晏氂。八月，叔孙豹领兵鲁国军队救援晋国，驻扎在雍榆。晋国在曲沃战胜栾盈，把栾氏的亲族全部杀完。栾鲂逃亡到宋国。